# Pamięć niedeklaratywna
Pamięć niedeklaratywna – rodzaj pamięci zaproponowanej przez Larry Squire w 1986 r. Pamięć niedeklaratywna gromadzi wiedzę o tym, jak wykonywać czynności. Jeżdżenie na rowerze, taniec, chodzenie, mówienie itp. wymagają zapamiętania wielu doświadczeń i informacji - przechowywane są one właśnie w systemie pamięci niedeklaratywnej. Ten rodzaj pamięci różni się istotnie od pamięci deklaratywnej, która przechowuje informacje językowe i abstrakcyjne.
- Pamięć niedeklaratywna gromadzi przede wszystkim nasze doświadczenia w postaci związków między pewnymi bodźcami i reakcjami (np. czerwone światło - stój) czyli nawyków.
- Doświadczenia te trudno jest przełożyć na informacje werbalne.
- Informacje z pamięci niedeklaratywnej wydobywane są automatycznie, najczęściej bez kontroli świadomości (tak jak sprawne prowadzenie samochodu)
- Podczas wydobywania informacji z pamięci niedeklaratywnej uaktywniane są odpowiednie części mózgu - hipokamp, kora motoryczna i móżdżek.

Pamięć niedeklaratywną można podzielić na cztery osobne rodzaje:
1. warunkowanie
2. pamięć proceduralną
3. torowanie (priming)
4. pamięć nieasocjacyjna, która objawia się poprzez:
  1. habituację
  2. sensytyzację